# Gabadinho Mhango
Hellings Frank Mhango, detto Gabadinho (Chiweta, 27 settembre 1992) è un calciatore malawiano, attaccante del Marumo Gallants e della nazionale malawiana.

## Carriera

### Club
Ha giocato nella massima serie sudafricana.

### Nazionale
Ha esordito in nazionale nel 2012; ha partecipato alla Coppa delle nazioni africane 2021, segnando tre reti.

## Statistiche

### Cronologia presenze e reti in nazionale
Aggiornato all'8 giugno 2023

| Cronologia completa delle presenze e delle reti in nazionale ― Malawi | Cronologia completa delle presenze e delle reti in nazionale ― Malawi | Cronologia completa delle presenze e delle reti in nazionale ― Malawi | Cronologia completa delle presenze e delle reti in nazionale ― Malawi | Cronologia completa delle presenze e delle reti in nazionale ― Malawi | Cronologia completa delle presenze e delle reti in nazionale ― Malawi | Cronologia completa delle presenze e delle reti in nazionale ― Malawi | Cronologia completa delle presenze e delle reti in nazionale ― Malawi |
| Data                                                                  | Città                                                                 | In casa                                                               | Risultato                                                             | Ospiti                                                                | Competizione                                                          | Reti                                                                  | Note                                                                  |
| --------------------------------------------------------------------- | --------------------------------------------------------------------- | --------------------------------------------------------------------- | --------------------------------------------------------------------- | --------------------------------------------------------------------- | --------------------------------------------------------------------- | --------------------------------------------------------------------- | --------------------------------------------------------------------- |
| 8-9-2012                                                              | Kumasi                                                                | Ghana                                                                 | 2 – 0                                                                 | Malawi                                                                | Qual. Coppa d'Africa 2013                                             | -                                                                     | 63’                                                                   |
| 13-10-2012                                                            | Blantyre                                                              | Malawi                                                                | 0 – 1                                                                 | Ghana                                                                 | Qual. Coppa d'Africa 2013                                             | -                                                                     | 45’                                                                   |
| 23-3-2013                                                             | Windhoek                                                              | Namibia                                                               | 0 – 1                                                                 | Malawi                                                                | Qual. Mondiali 2014                                                   | 1                                                                     | 59’                                                                   |
| 12-6-2013                                                             | Blantyre                                                              | Malawi                                                                | 2 – 2                                                                 | Kenya                                                                 | Qual. Mondiali 2014                                                   | -                                                                     | 33’                                                                   |
| 17-5-2014                                                             | Blantyre                                                              | Malawi                                                                | 2 – 0                                                                 | Ciad                                                                  | Qual. Coppa d'Africa 2015                                             | 2                                                                     |                                                                       |
| 1-6-2014                                                              | N'Djamena                                                             | Ciad                                                                  | 3 – 1                                                                 | Malawi                                                                | Qual. Coppa d'Africa 2015                                             | 1                                                                     | 75’                                                                   |
| 2-8-2014                                                              | Blantyre                                                              | Malawi                                                                | 1 – 0 (5 - 3 dtr)                                                     | Benin                                                                 | Qual. Coppa d'Africa 2015                                             | -                                                                     | 45’ 58’                                                               |
| 7-9-2014                                                              | Bamako                                                                | Mali                                                                  | 2 – 0                                                                 | Malawi                                                                | Qual. Coppa d'Africa 2015                                             | -                                                                     | 74’                                                                   |
| 10-9-2014                                                             | Blantyre                                                              | Malawi                                                                | 3 – 2                                                                 | Etiopia                                                               | Qual. Coppa d'Africa 2015                                             | -                                                                     | 53’                                                                   |
| 11-10-2014                                                            | Blantyre                                                              | Malawi                                                                | 0 – 2                                                                 | Algeria                                                               | Qual. Coppa d'Africa 2015                                             | -                                                                     | 79’                                                                   |
| 15-10-2014                                                            | Blida                                                                 | Algeria                                                               | 3 – 0                                                                 | Malawi                                                                | Qual. Coppa d'Africa 2015                                             | -                                                                     | 45’                                                                   |
| 15-11-2014                                                            | Blantyre                                                              | Malawi                                                                | 2 – 0                                                                 | Mali                                                                  | Qual. Coppa d'Africa 2015                                             | -                                                                     | 63’                                                                   |
| 7-10-2015                                                             | Dar es Salaam                                                         | Tanzania                                                              | 2 – 0                                                                 | Malawi                                                                | Qual. Mondiali 2018                                                   | -                                                                     | 59’                                                                   |
| 11-10-2015                                                            | Blantyre                                                              | Malawi                                                                | 1 – 0                                                                 | Tanzania                                                              | Qual. Mondiali 2018                                                   | -                                                                     | 60’                                                                   |
| 29-3-2016                                                             | Blantyre                                                              | Malawi                                                                | 1 – 2                                                                 | Guinea                                                                | Qual. Coppa d'Africa 2017                                             | -                                                                     |                                                                       |
| 4-9-2016                                                              | Blantyre                                                              | Malawi                                                                | 1 – 0                                                                 | eSwatini                                                              | Qual. Coppa d'Africa 2017                                             | -                                                                     |                                                                       |
| 10-6-2017                                                             | Blantyre                                                              | Malawi                                                                | 1 – 0                                                                 | Comore                                                                | Qual. Coppa d'Africa 2019                                             | -                                                                     |                                                                       |
| 4-9-2017                                                              | Lomé                                                                  | Togo                                                                  | 0 – 1                                                                 | Malawi                                                                | Amichevole                                                            | -                                                                     | 56’                                                                   |
| 7-10-2017                                                             | Dar es Salaam                                                         | Tanzania                                                              | 1 – 1                                                                 | Malawi                                                                | Amichevole                                                            | -                                                                     |                                                                       |
| 8-9-2017                                                              | Casablanca                                                            | Marocco                                                               | 3 – 0                                                                 | Malawi                                                                | Qual. Coppa d'Africa 2019                                             | -                                                                     |                                                                       |
| 11-9-2018                                                             | Nairobi                                                               | Kenya                                                                 | 1 – 0                                                                 | Malawi                                                                | Amichevole                                                            | -                                                                     | 83’                                                                   |
| 12-10-2018                                                            | Yaoundé                                                               | Camerun                                                               | 1 – 0                                                                 | Malawi                                                                | Qual. Coppa d'Africa 2019                                             | -                                                                     | 84’                                                                   |
| 16-10-2018                                                            | Blantyre                                                              | Malawi                                                                | 0 – 0                                                                 | Camerun                                                               | Qual. Coppa d'Africa 2019                                             | -                                                                     |                                                                       |
| 22-3-2019                                                             | Blantyre                                                              | Malawi                                                                | 0 – 0                                                                 | Marocco                                                               | Qual. Coppa d'Africa 2019                                             | -                                                                     | 66’                                                                   |
| 7-9-2019                                                              | Francistown                                                           | Botswana                                                              | 0 – 0                                                                 | Malawi                                                                | Qual. Mondiali 2022                                                   | -                                                                     | 76’                                                                   |
| 10-9-2019                                                             | Blantyre                                                              | Malawi                                                                | 1 – 0                                                                 | Botswana                                                              | Qual. Mondiali 2022                                                   | -                                                                     | 68’                                                                   |
| 13-10-2019                                                            | Maseru                                                                | Lesotho                                                               | 1 – 1                                                                 | Malawi                                                                | Amichevole                                                            | -                                                                     | 45’                                                                   |
| 13-11-2019                                                            | Blantyre                                                              | Malawi                                                                | 1 – 0                                                                 | Sudan del Sud                                                         | Qual. Coppa d'Africa 2021                                             | 1                                                                     |                                                                       |
| 17-11-2019                                                            | Kampala                                                               | Uganda                                                                | 2 – 0                                                                 | Malawi                                                                | Qual. Coppa d'Africa 2021                                             | -                                                                     | 31’ 83’                                                               |
| 11-10-2020                                                            | Blantyre                                                              | Malawi                                                                | 0 – 0                                                                 | Zimbabwe                                                              | Amichevole                                                            | -                                                                     | 90’                                                                   |
| 24-3-2021                                                             | Omdurman                                                              | Sudan del Sud                                                         | 0 – 1                                                                 | Malawi                                                                | Qual. Coppa d'Africa 2021                                             | -                                                                     |                                                                       |
| 13-6-2021                                                             | Dar es Salaam                                                         | Tanzania                                                              | 2 – 0                                                                 | Malawi                                                                | Amichevole                                                            | -                                                                     | 27’ 82’                                                               |
| 3-9-2021                                                              | Yaoundé                                                               | Camerun                                                               | 2 – 0                                                                 | Malawi                                                                | Qual. Mondiali 2022                                                   | -                                                                     | 51’ 79’                                                               |
| 7-9-2021                                                              | Soweto                                                                | Malawi                                                                | 1 – 0                                                                 | Mozambico                                                             | Qual. Mondiali 2022                                                   | -                                                                     | 86’                                                                   |
| 8-10-2021                                                             | Soweto                                                                | Malawi                                                                | 0 – 3                                                                 | Costa d'Avorio                                                        | Qual. Mondiali 2022                                                   | -                                                                     |                                                                       |
| 11-10-2021                                                            | Cotonou                                                               | Costa d'Avorio                                                        | 2 – 1                                                                 | Malawi                                                                | Qual. Mondiali 2022                                                   | -                                                                     | 31’                                                                   |
| 31-12-2021                                                            | Gedda                                                                 | Malawi                                                                | 2 – 1                                                                 | Comore                                                                | Amichevole                                                            | 1                                                                     |                                                                       |
| 14-1-2022                                                             | Bafoussam                                                             | Malawi                                                                | 2 – 1                                                                 | Zimbabwe                                                              | Coppa d'Africa 2021 - 1º Turno                                        | 2                                                                     |                                                                       |
| 18-1-2022                                                             | Bafoussam                                                             | Malawi                                                                | 0 – 0                                                                 | Senegal                                                               | Coppa d'Africa 2021 - 1º Turno                                        | -                                                                     |                                                                       |
| 25-1-2022                                                             | Yaoundé                                                               | Marocco                                                               | 2 – 1                                                                 | Malawi                                                                | Coppa d'Africa 2021 - Ottavi di finale                                | 1                                                                     | 69’                                                                   |
| 5-6-2022                                                              | Blantyre                                                              | Malawi                                                                | 2 – 1                                                                 | Etiopia                                                               | Qual. Coppa d'Africa 2023                                             | 2                                                                     | 89’                                                                   |
| 9-6-2022                                                              | Conakry                                                               | Guinea                                                                | 1 – 0                                                                 | Malawi                                                                | Qual. Coppa d'Africa 2023                                             | -                                                                     |                                                                       |
| 24-3-2023                                                             | Il Cairo                                                              | Egitto                                                                | 2 – 0                                                                 | Malawi                                                                | Qual. Coppa d'Africa 2023                                             | -                                                                     |                                                                       |
| 28-3-2023                                                             | Blantyre                                                              | Malawi                                                                | 0 – 4                                                                 | Egitto                                                                | Qual. Coppa d'Africa 2023                                             | -                                                                     |                                                                       |
| Totale                                                                |                                                                       | Presenze                                                              | 44                                                                    |                                                                       | Reti                                                                  | 11                                                                    |                                                                       |

## Palmarès

### Club

#### Competizioni nazionali
- MTN 8: 1

Bidvest Wits: 2016
- Premier Soccer League: 1

Bidvest Wits: 2016-2017
- Coppa di Lega sudafricana: 1

Bidvest Wits: 2017